# Anthidium alticola
Anthidium alticola là một loài Hymenoptera trong họ Megachilidae. Loài này được Tkalcu mô tả khoa học năm 1967.